# Marcovia
Marcovia es un municipio del departamento de Choluteca en la República de Honduras. Actualmente sigue con el alcalde más ineficiente de los últimos años dejando como única opción de mejoras la aldea de donde procede Monjaras

## Toponimia
El nombre Marcovia se debe al Presidente Marco Aurelio Soto por haberla encontrado en la Vía que llevaba de Amapala a Choluteca: Marco‐Vía.

## Límites
Ocupa la parte suroeste del departamento de Choluteca y su cabecera se encuentra en la ribera izquierda del río Choluteca.
| Código | Límite                            |
| ------ | --------------------------------- |
| Norte  | Municipio de Choluteca, Choluteca |
| Norte  | Municipio de San Lorenzo, Valle   |
| Sur    | Municipio de Choluteca, Choluteca |
| Este   | Golfo de Fonseca                  |
| Oeste  | Golfo de Fonseca                  |

## Historia
En 1882, el presidente Marco Aurelio Soto elevó la aldea denominada hasta entonces "Pueblo Nuevo" a municipio, denominándolo Marcovia.

## Demografía
Marcovia tiene una población actual de 48,333 habitantes. De la población total, el 49% son hombres y el 51% son mujeres. Casi el 48% de la población vive en la zona urbana.

## División política
- Aldeas: 21 (2013)
- Caseríos: 166 (2013)

| Código | Aldea                             |
| ------ | --------------------------------- |
| 060701 | Marcovia (cabecera del municipio) |
| 060702 | Cedeño                            |
| 060703 | Colonia Buena Vista               |
| 060704 | El Botadero                       |
| 060705 | El Obraje                         |
| 060706 | El Papalón                        |
| 060707 | Guapinol                          |
| 060708 | La Gervacia                       |
| 060709 | La Joyada                         |
| 060710 | Las Arenas                        |
| 060711 | Las Pozas                         |
| 060712 | Los Llanitos                      |
| 060713 | Los Mangles                       |
| 060714 | Monjarás                          |
| 060715 | Piedra de Agua                    |
| 060716 | Pueblo Nuevo                      |
| 060717 | Punta Ratón                       |
| 060718 | San José de Las Conchas           |
| 060719 | San Juan Bosco N.º 2              |
| 060720 | Santa Cruz                        |
| 060721 | Tambor Abajo                      |
|        | La Lucha                          |
|        | El Cerro                          |